# Tefroíta
La tefroíta es un mineral de la clase de los nesosilicatos, y dentro de esta pertenece al llamado “grupo del olivino”. Fue descubierta en 1823 en una mina de Franklin, en el estado de Nueva Jersey (EE. UU.), siendo nombrada así del griego tephros -ceniza-, en alusión a su color. Un sinónimo poco usados es: peridoto-mangánico.

## Características químicas
Es un silicato de manganeso. El grupo del olivino al que pertenece son todos silicatos del sistema cristalino ortorrómbico, teniendo la tefroíta estructura molecular de nesosilicato con cationes en coordinación octaédrica, sin aniones adicionales.
Forma dos series de solución sólida, una de ellas con la fayalita ((Fe2+)2SiO4), en la que la sustitución gradual del manganeso por hierro va dando los distintos minerales de la serie. Una segunda serie es la que forma con la forsterita (Mg2SiO4), en la que se va sustituyendo el manganeso por magnesio. También se han descrito series con el olivino cálcico.
Además de los elementos de su fórmula, suele llevar como impurezas: hierro, cinc, calcio y magnesio.

## Formación y yacimientos
Aparece en yacimientos de minerales del hierro y manganeso, en rocas sedimentarios metamorfizadas y pizarras. También se forma en rocas sometidas a metamorfismo de contacto ricas en manganeso.
Suele encontrarse asociado a otros minerales como: cincita, willemita, franklinita, rodonita, jacobsita, diópsido, gageíta, bustamita, glaucocroíta, calcita, banalsita o alleghanyita.